# (3128) Obruchev
(3128) Obruchev est un astéroïde de la ceinture principale.

## Description
(3128) Obruchev est un astéroïde de la ceinture principale. Il fut découvert le 23 mars 1979 à Naoutchnyï par Nikolaï Tchernykh. Il présente une orbite caractérisée par un demi-grand axe de 3,11 UA, une excentricité de 0,16 et une inclinaison de 2,9° par rapport à l'écliptique.

## Compléments